# 越辺川
越辺川（おっぺがわ）は、埼玉県中部を流れる荒川水系入間川の支流で一級河川である。

## 地理

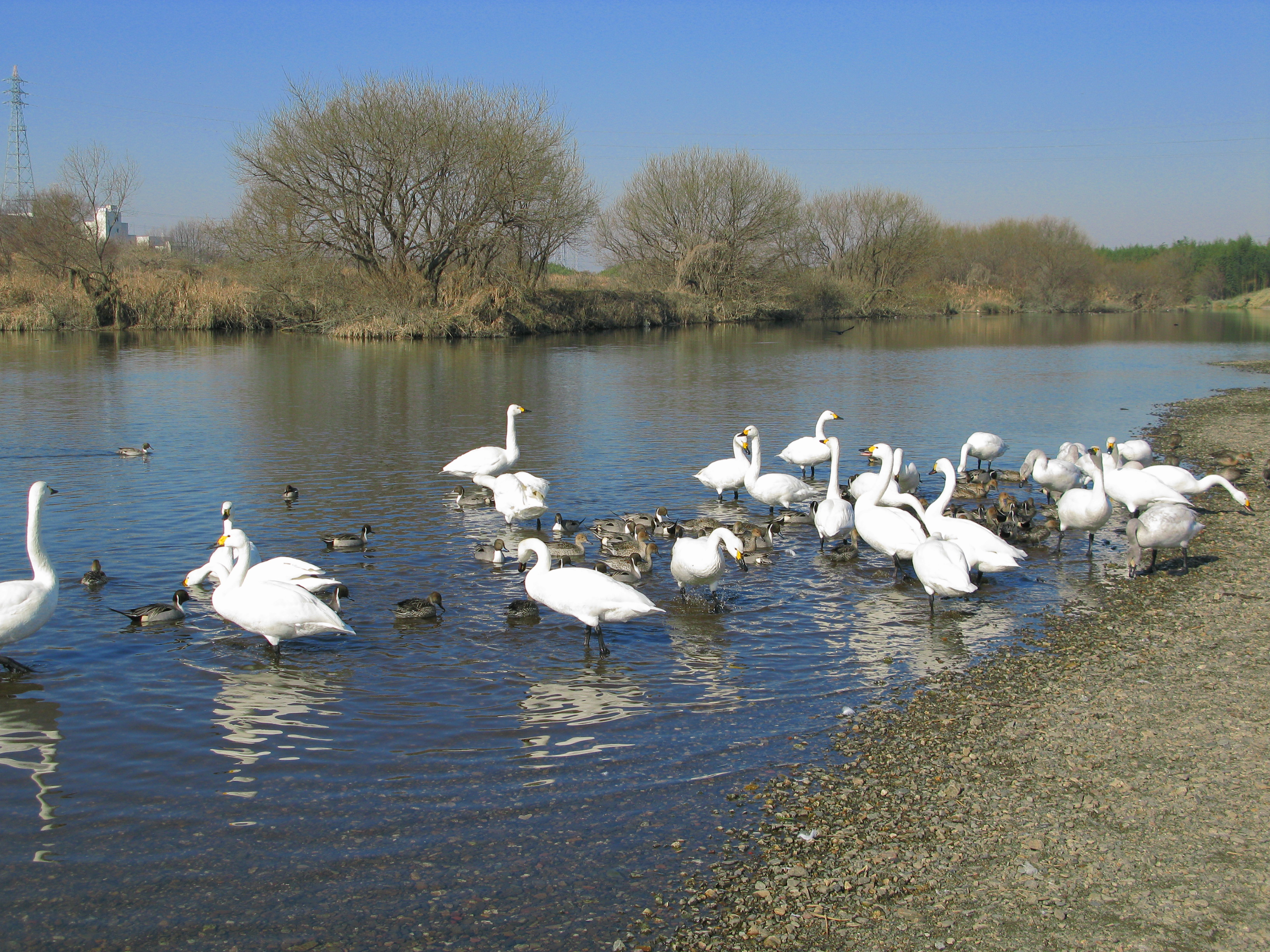
越辺川の白鳥飛来地

埼玉県入間郡越生町黒山地区の黒山三滝付近に源を発する。源頭は関八州見晴台である。流域には黒山鉱泉がある。ここより埼玉県道61号越生長沢線に沿い越生梅林を抜け、比企郡鳩山町で鳩川を合わせる。東へ流れ、坂戸市で高麗川を、比企郡川島町で都幾川をそれぞれ合わせ、埼玉県道12号釘無橋を越えた川島町角泉付近で入間川に合流する。元々は国道254号落合橋の手前で入間川に合流していたが後年の治水工事（三川分流工事）で今の流れに変わった。

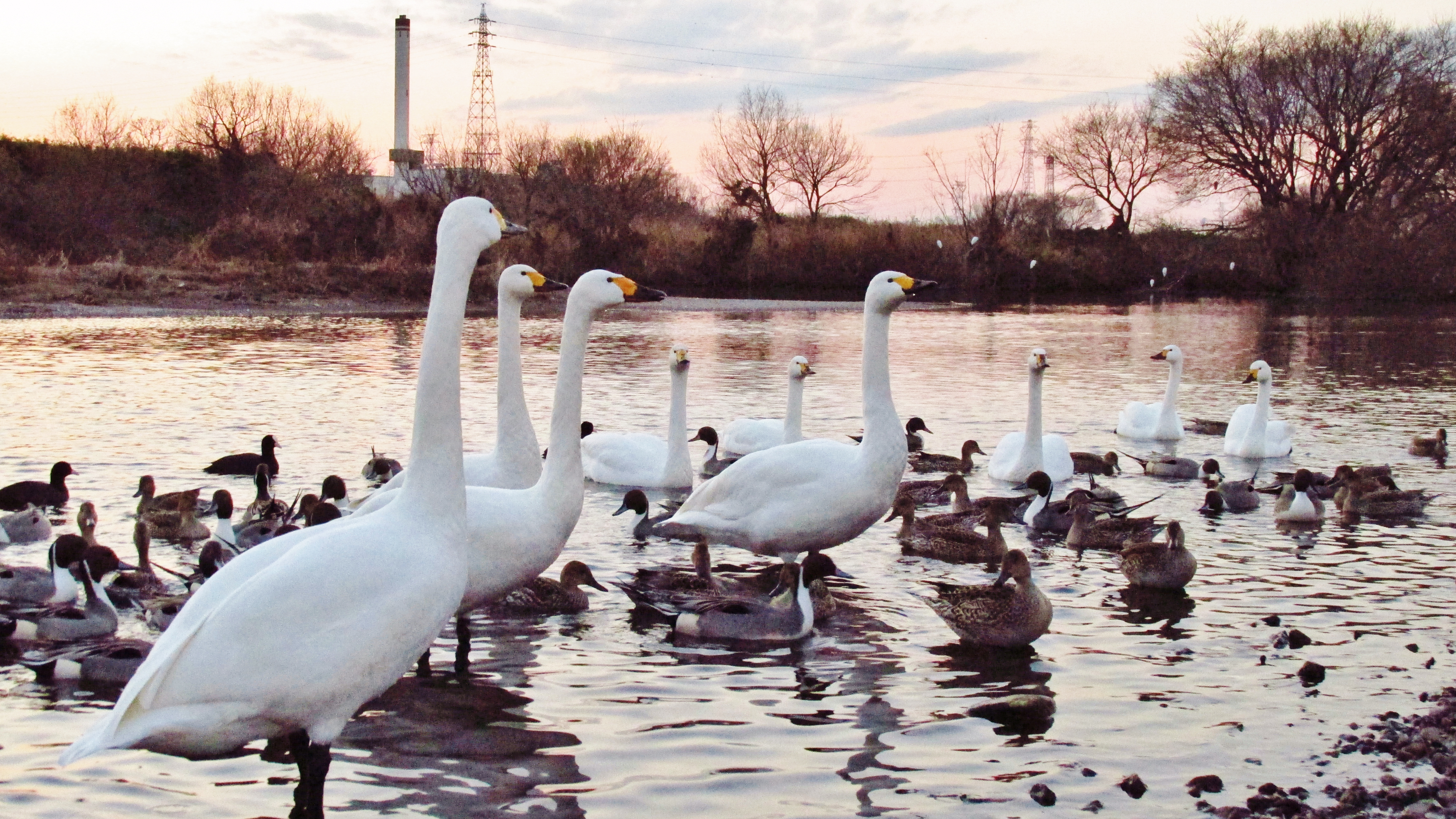
初冬、浅瀬に多くの渡り鳥が飛来し、越冬する(川島町)。

支流、飯盛川が合流する付近に白鳥飛来地がある。近年、下流域を中心に外来植物のナガエツルノゲイトウやアレチウリ（何れも特定外来生物）が繁殖し、至る所で群落を形成している。ナガエツルノゲイトウは埼玉県では2017年に坂戸市を流れる越辺川で初観測された。

## 歴史
中世には入間川を経由する水運が発達していたらしく、鎌倉街道上道と交わるところに苦林宿（堂山下遺跡）という町ができていた。

## 治水
比企郡鳩山町の鳩川との合流点付近、今川橋より下流は河川の管轄が埼玉県から国土交通省に変わり、両側を高い堤防で囲まれるようになる。この堤防は荒川水系の各河川に設けられているものだが、大雨時には堤防を持たない中小河川が、水位の上がった越辺川と合流出来ずに、周辺地域を浸水させてしまう現象が越辺川流域全体で見られ、近年、流域の小畔川、大谷川、飯盛川、葛川、九十九川では水門・樋門建設による越辺川堤防締切や、放水路（葛川）、ポンプ場建設を行っている。

## 流域の自治体
埼玉県
- 入間郡越生町、入間郡毛呂山町、比企郡鳩山町、坂戸市、東松山市、比企郡川島町、川越市

## 語源
越辺川の語源については、「越生の辺りを流れる川」から来ているという説や、北海道乙部町の「乙部」と同様にアイヌ語の「オ・ト・ウン・ペッ（o-to-un-pet 下流の方に沼のある川）」に由来するという説などがあるものの、詳しいことは分かっていない。

## 支流

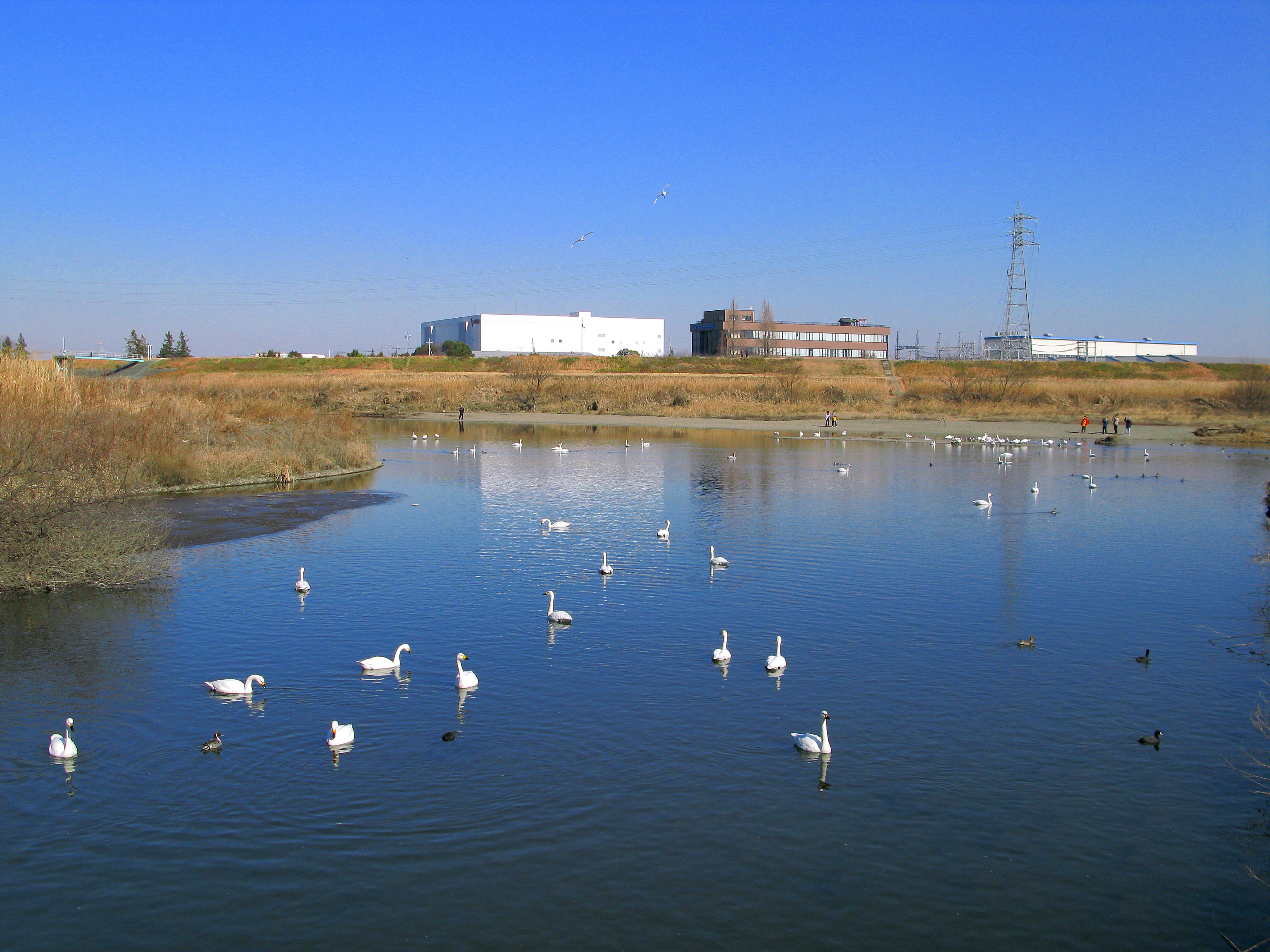
越辺川と飯盛川の合流点

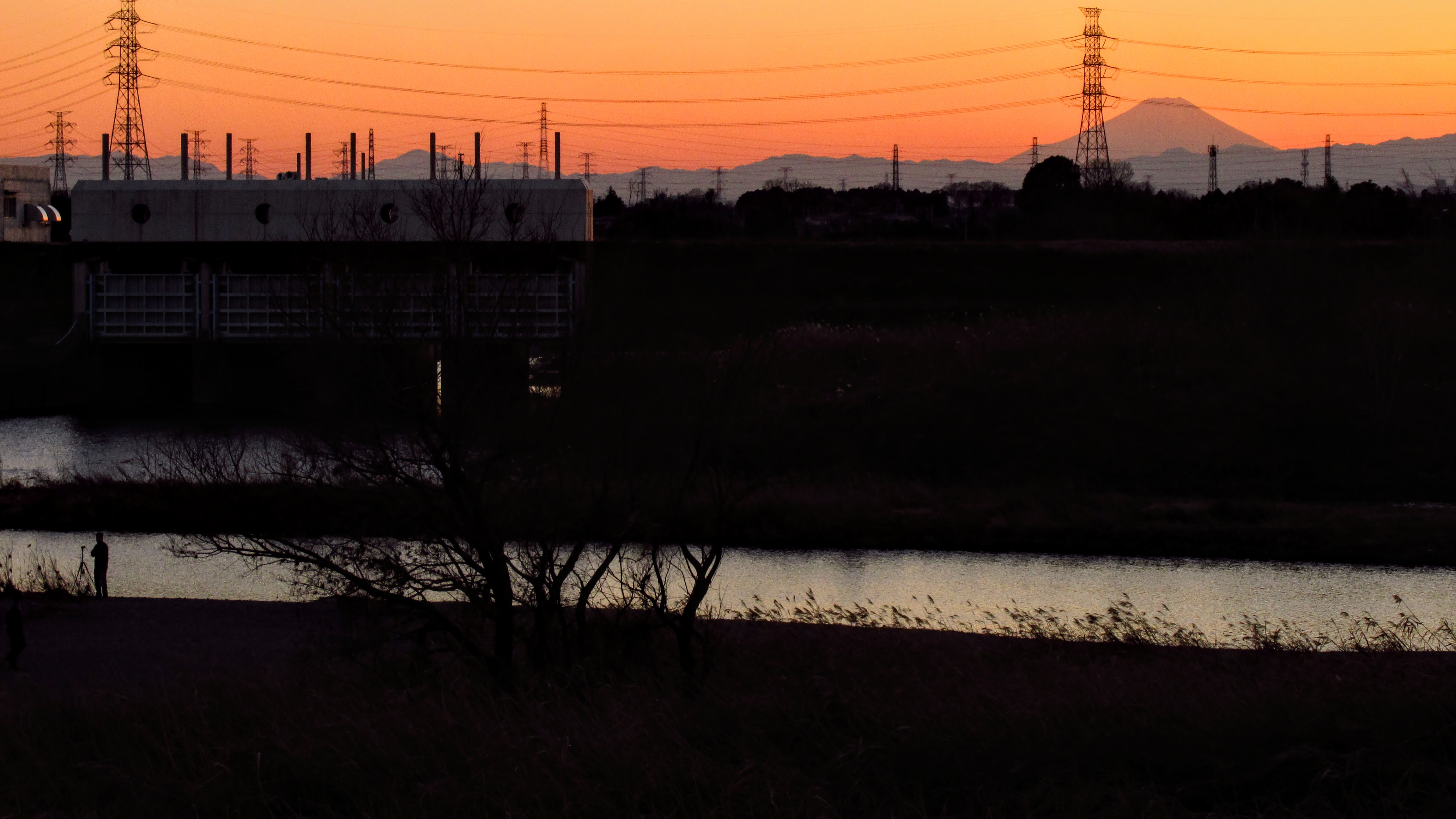
夕映えの富士山を望む。 左岸（川島町側）から飯盛川樋門付近を撮影。

- 龍ヶ谷川
- 麦原川
- 上殿川
- 渋沢川
- 毛呂川
- 大谷木川
- 鳩川
- 高麗川 - 流路延長が最長の支流
- 九十九川
- 都幾川 - 流域面積最大の支流
- 飯盛川

- 大谷川 - （旧・小畔川とも）
- 小畔川

## 橋梁
上流より記載
- 北ヶ谷戸橋（埼玉県道61号越生長沢線）
- 石戸橋（埼玉県道61号越生長沢線）
- 名称不明
- 村杉橋
- 落合橋（埼玉県道61号越生長沢線）
- 天満橋
- 月ヶ瀬橋
- 梅園橋
- 比久尼橋
- 八幡橋
- 高橋（埼玉県道30号飯能寄居線）
- 春日橋（埼玉県道41号東松山越生線）
- 中央橋
- JR八高線
- 山吹大橋
- 山吹橋

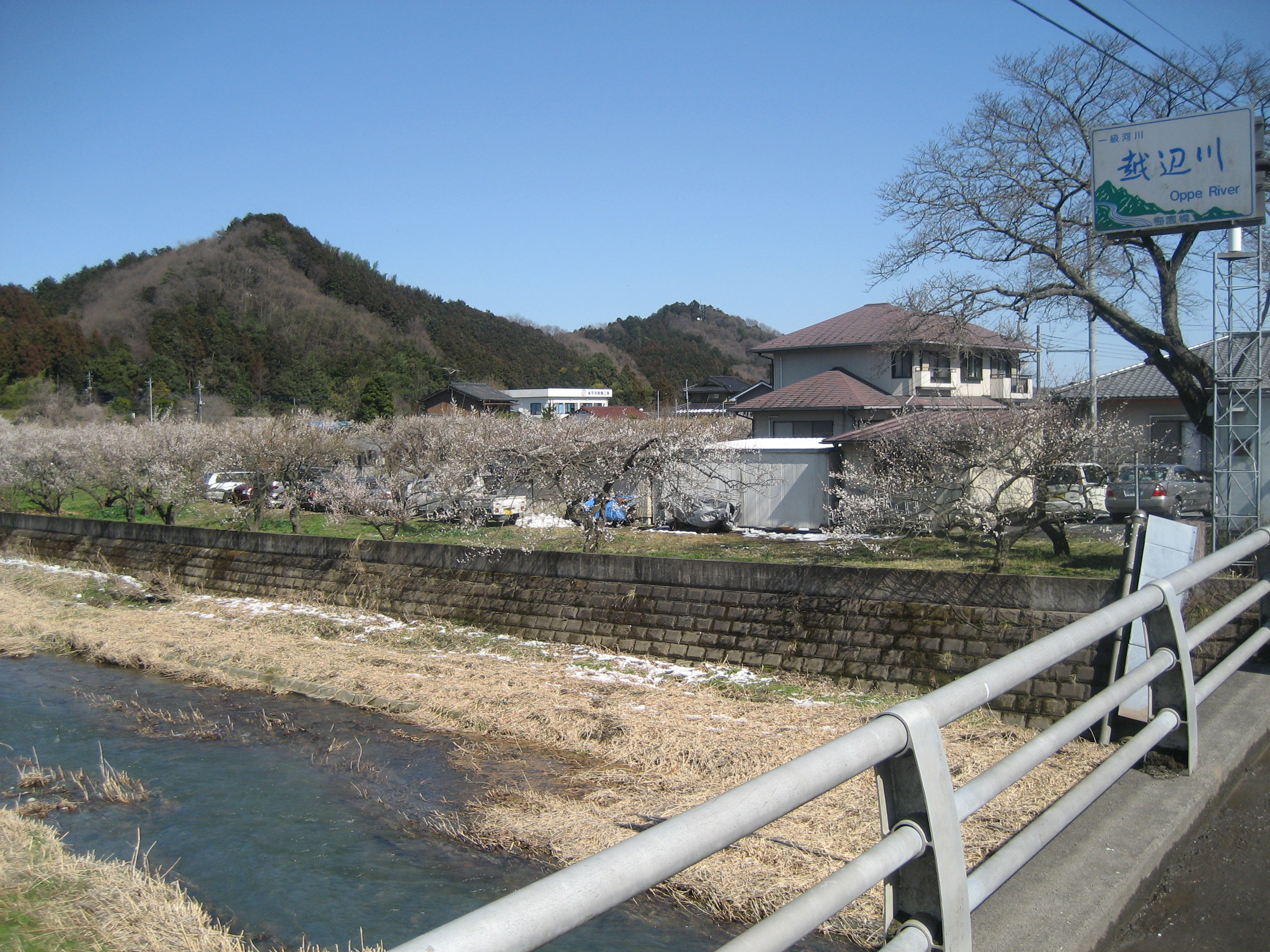
越生町梅園橋付近

- 越辺大橋（埼玉県道30号飯能寄居線越生・毛呂山バイパス）
- 越辺川橋（埼玉県道343号岩殿岩井線）
- 松貫橋
- みやした橋
- 堂山下橋
- 今川橋（埼玉県道171号ときがわ坂戸線）
- 越辺川大橋（入西赤沼線）[12]
- 石今橋
- 越辺川橋（関越自動車道）
- 樋の口橋
- 越辺川橋梁（東武東上線）
- 高坂橋（国道407号）
- 島田橋（冠水橋）

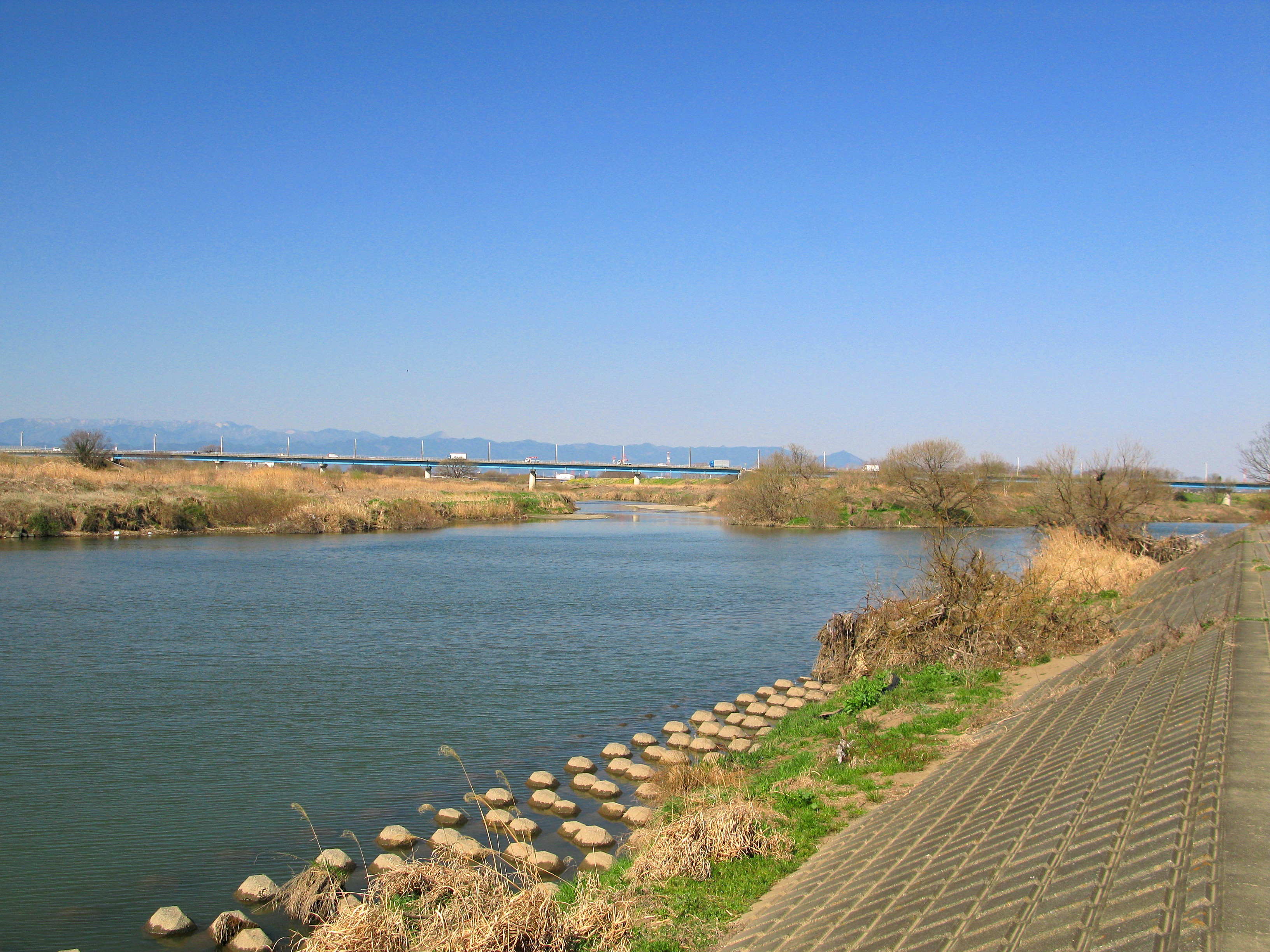
越辺川と入間川の合流点

- 赤尾落合橋（冠水橋） - 廃止され、現存しない。
- 越辺川水管橋（水管橋）
- 天神橋（埼玉県道74号日高川島線）
- 八幡橋（冠水橋） - 廃止され、現存しない。
- 越辺川橋（首都圏中央連絡自動車道）
- 道場橋（埼玉県道269号上伊草坂戸線）
- 落合橋（国道254号）
- 釘無橋（埼玉県道12号川越栗橋線）